# 対角行列
数学、特に線型代数学において、対角行列（たいかくぎょうれつ、英: diagonal matrix）とは、正方行列であって、その対角成分（(i, i)-要素）以外が零であるような行列のことである。
{\displaystyle {\begin{bmatrix}c_{1}&&&0\\&c_{2}&&\\&&\ddots &\\0&&&c_{n}\end{bmatrix}}}
この対角行列は、クロネッカーのデルタを用いて (ci δij) と表現できる。また、しばしば 
diag(c1, c2, ..., cn)
のようにも書かれる。
単位行列やスカラー行列は対角行列の特殊例である。

## 性質
- 対角行列の行列式は、各対角成分の総乗 Πci に等しい。対角行列の行列式は、対角成分が等しい上三角行列、下三角行列の行列式とも等しくなる。
- 対角行列の転置行列は同一である。そのため対角行列は対称行列でもある。
- 対角行列の逆行列は対角成分の逆数を並べた対角行列である。
{\displaystyle {\begin{bmatrix}c_{1}&&&0\\&c_{2}&&\\&&\ddots &\\0&&&c_{n}\end{bmatrix}}^{-1}={\begin{bmatrix}c_{1}^{-1}&&&0\\&c_{2}^{-1}&&\\&&\ddots &\\0&&&c_{n}^{-1}\end{bmatrix}}}

## 例
{\displaystyle {\begin{bmatrix}1&0\\0&2\\\end{bmatrix}}}
{\displaystyle {\begin{bmatrix}1&0&0&0\\0&10&0&0\\0&0&-8&0\\0&0&0&7\end{bmatrix}}}

## 三重対角行列
三重対角行列（さんじゅうたいかくぎょうれつ、tridiagonal matrix）とは、主対角線とその上下に隣接する対角線にだけ非零の成分を持つ行列であり、疎行列の一種である。
{\displaystyle {\begin{bmatrix}{b_{1}}&{c_{1}}&{}&{}&{0}\\{a_{2}}&{b_{2}}&{c_{2}}&{}&{}\\{}&{a_{3}}&{b_{3}}&\ddots &{}\\{}&{}&\ddots &\ddots &{c_{n-1}}\\{0}&{}&{}&{a_{n}}&{b_{n}}\\\end{bmatrix}}}
数値解析においてしばしば三重対角行列を含む方程式が現れる。このような方程式はトーマスアルゴリズムあるいは三重対角行列アルゴリズム (TDMA) と呼ばれる、計算量のオーダーがO (n) の解法を用いて解かれる。
与えられた行列を三重対角行列に変換する方法（三重対角化）には、ハウスホルダー変換やランチョス法が知られている。